# Sutro Baths

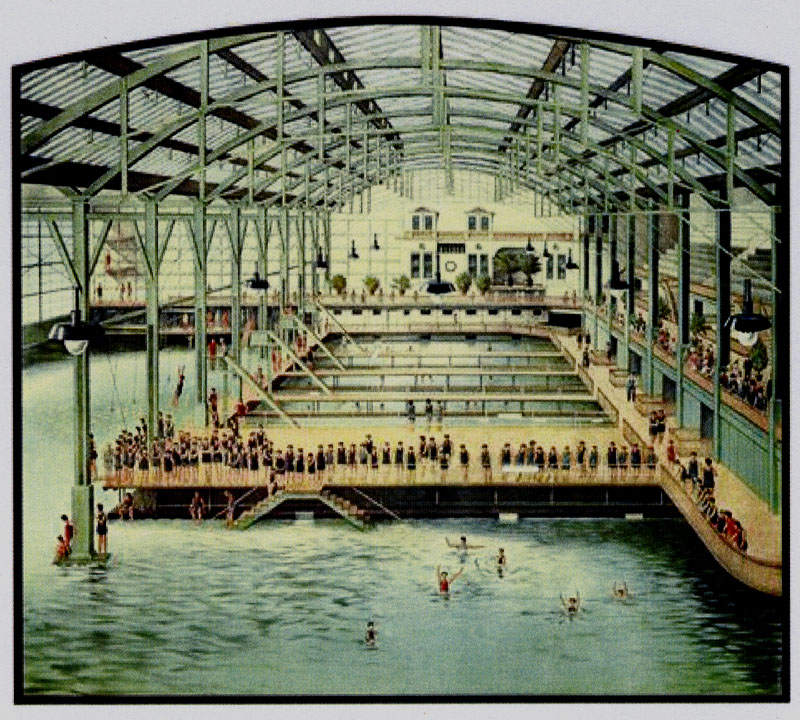
Sutro Baths cap a 1896

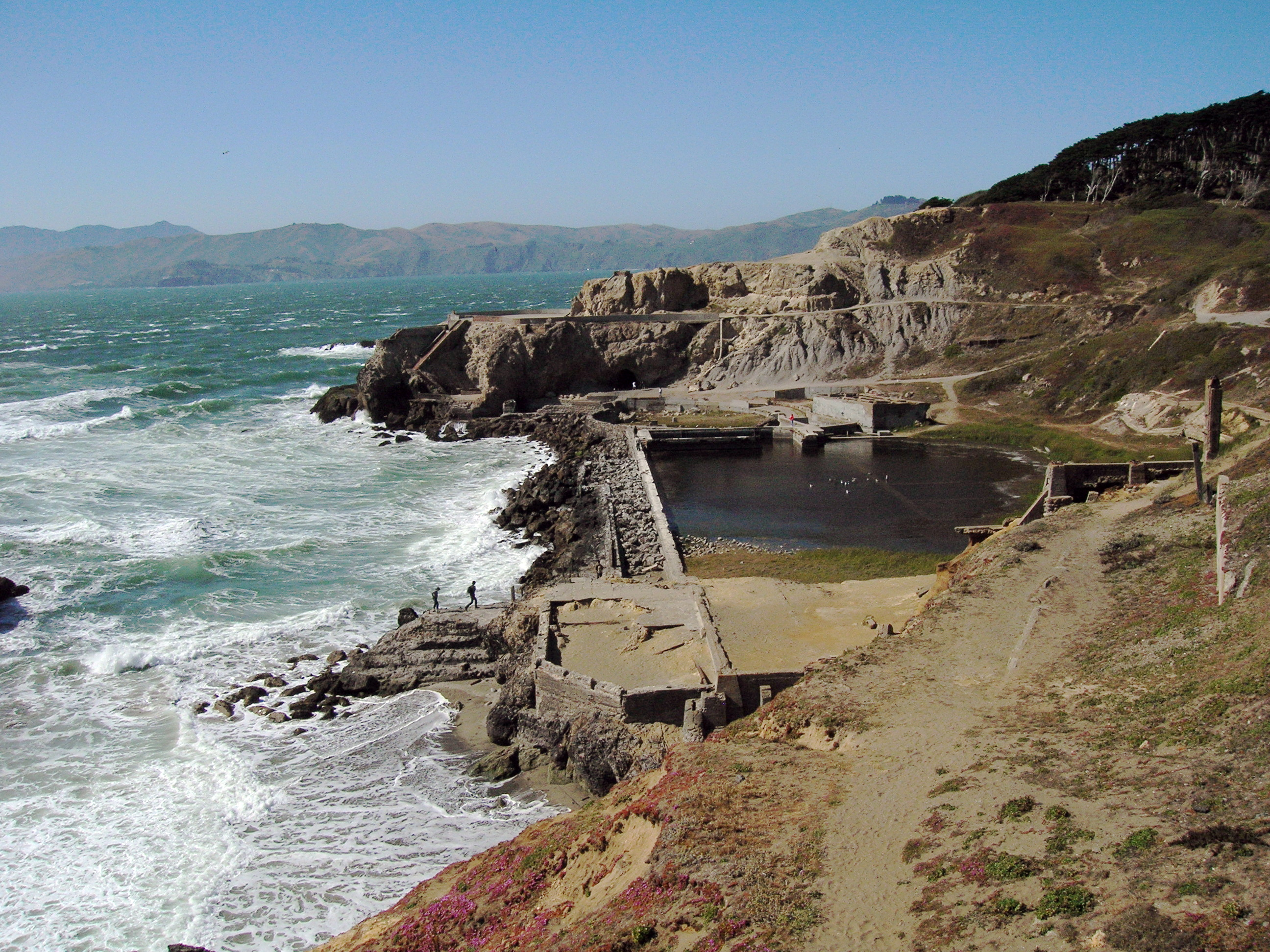
Les restes de l'estructura de Sutro Baths

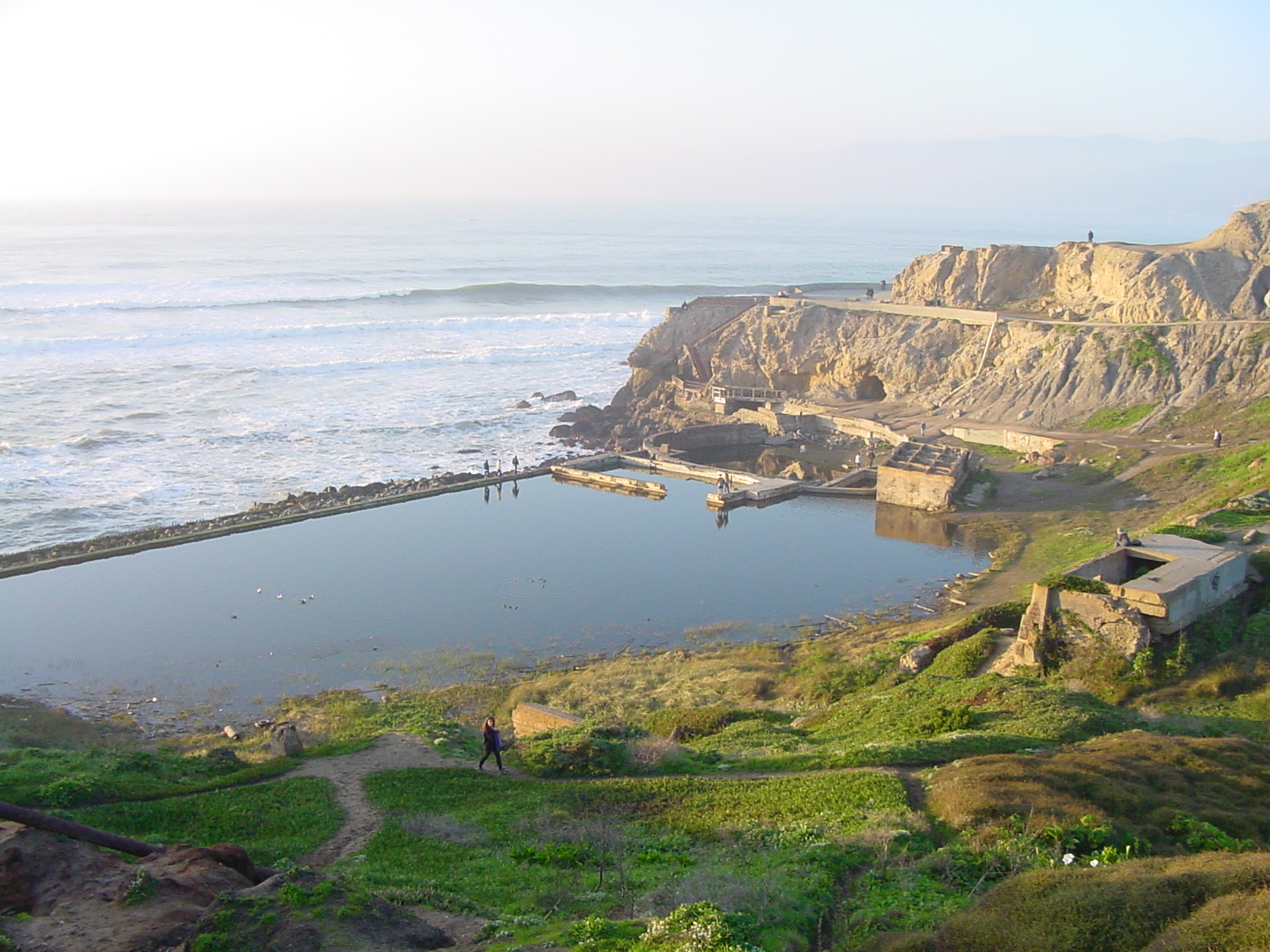
Viste de les runes de Sutro Baths

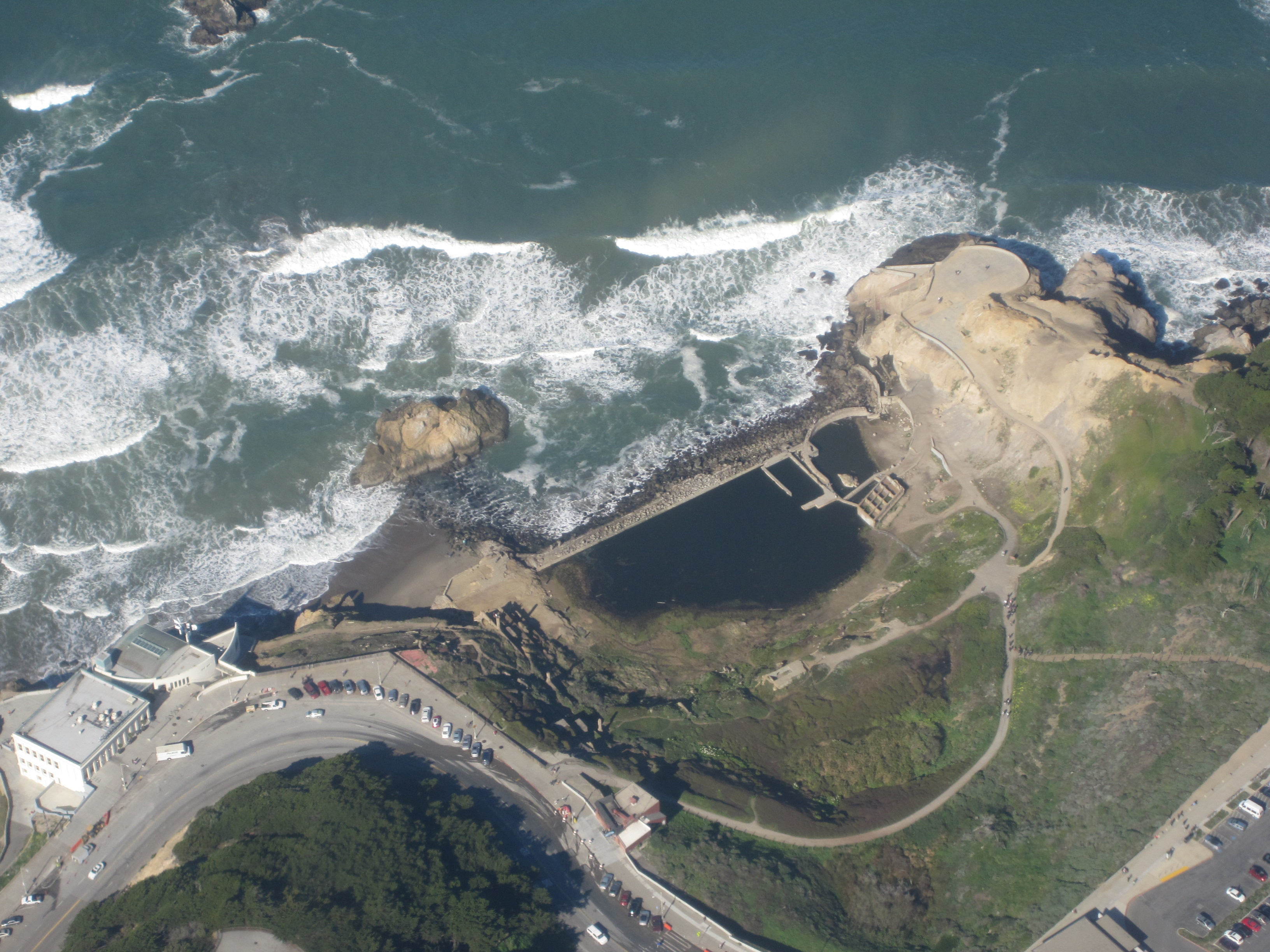
Sutro Baths i els voltants Golden Gate NRA, 2013

Els Sutro Baths van ser unes grans piscines de propietat privada prop de Seal Rocks, a San Francisco, Califòrnia, construïdes a finals del segle xix. Actualment aquestes instal·lacions són runes. Les terres al voltant d'aquest lloc actualment estan integrades al Golden Gate National Recreation Area.

## Història
El 14 de març de 1896, es van obrir al públic els Sutro Baths com les piscines d'interior més grans del món. Les va obrir l'empresari i anterior batlle de San Francisco (1894–1896) Adolph Sutro.
L'any 1966 van patir un incendi provocat que va destruir els edificis quan estava ja en procés de demolició.
Unes de les primeres pel·lícules cinematogràfiques d'Edison es van rodar a Sutro Bath:
- Sutro Baths, no. 1 and Sutro Baths, no. 2, filmada el 1897 per Thomas A. Edison, Inc.[1][2]
- Panoramic view from a steam engine on the Ferries and Cliff House Railroad line route along the cliffs of Lands End, starting at the Sutro Baths depot, filmada el 1902 per Thomas A. Edison, Inc.[3]
- Panoramic view from the beach below Cliff House at Sutro Baths, filmada el 1903 per American Mutoscope and Biograph Company.[4]

Durant les marees altes,l'aigua fluïa directament a les piscines des de l'oceà proper, recciclant 7,600 m³ d'aigua en una hora. Durant les marees baixes, una turbina bmbejava aigua i omplia els dipòsits a una taxa de 380 L/s, reciclant tota l'aigua en cinc hores.
Tenia sis piscines d'aigua salada i una d'aigua dolça els banys tenien una capacitat de 1522 m de llargada 774 m d'amplada. També tenia una pista de gel.